# 六磷化四钾
六磷化四钾是一种无机化合物，化学式为K4P6，为钾的磷化物之一，分子中存在P6六元环，对空气和潮湿敏感。它可由钾和磷在870 K化合得到。它存在两种晶型，α型（空间群Fmmm）在850 K以下稳定，β型（空间群Fddd）在850 K以上稳定，这两种晶型都是黑色的半导体材料，Eg(α)=0.55 eV。它在液氨中分解，并可据此制备新的磷化物。